# NK Radomlje
Actualités
Le NK Radomlje est un club slovène de football basé à Radomlje dans la région de Haute-Carniole.

## Histoire
Le club est fondé en 1972, il évolue dans les divisions inférieures. Après l'indépendance de la Slovénie, le club intègre en 1991 la troisième division slovène. En 1992, il est promu en deuxième division mais retrouve de suite le troisième niveau après une saison et se retrouvera même en 1995 au quatrième niveau.
En 2003, le NK Radomlje remonte en troisième division, puis en 2011 en terminant à la première place le club est promu en deuxième division. En 2014, Radomlje est vice-champion et sera promu pour la première fois en première division pour  la saison 2014-2015.
Le club ne comptera que quatre victoires lors de cette saison et terminera à la dernière place. Lors de la saison suivante en deuxième division le club termine à la première place et retrouve la première division en 2016-2017, mais sera de nouveau relégué en fin de saison en ayant gagné qu'une seule rencontre en 36 matchs.
Le club s'établira de nouveau en haut de classement de la deuxième division, mais ne réussira son retour dans l'élite qu'après la saison 2020-2021, en terminant de nouveau comme champion de 2e division.

## Palmarès
- Championnat de Slovénie de deuxième division : (2)
  - Champion : 2015-16, 2020-21